# Jean Adam Molette de Morangiès
Jean Adam Guillaume Gustave Molette de Morangiès est un homme politique français né le 10 avril 1791 à Langogne (Lozère) et décédé le 15 août 1841.
Propriétaire, il est député de la Lozère de 1837 à 1841, siégeant à droite avec les légitimistes.

## Sources
- « Jean Adam Molette de Morangiès », dans Adolphe Robert et Gaston Cougny, Dictionnaire des parlementaires français, Edgar Bourloton, 1889-1891 [détail de l’édition]